# SV Waldhof Mannheim
SV Waldhof Mannheim este un club multisport, situat în Mannheim, Baden-Württemberg. Este cel mai cunoscut pentru echipa sa de fotbal, care a jucat în Bundesliga între 1983 și 1990, cu toate acestea, există și părți profesionale de handbal și tenis. Clubul are astăzi un număr de peste 2.400 de membri.